# Tinea porphyrota
Tinea porphyrota är en fjärilsart som beskrevs av Edward Meyrick 1893. Tinea porphyrota ingår i släktet Tinea och familjen äkta malar. Inga underarter finns listade i Catalogue of Life.